# Джонні Ейс
Джонні Ейс, справжнє ім'я Джон Маршалл Александер молодший — американський ритм-енд-блюзовий співак.
Джонні Ейс розпочинав музичну кар'єру наприкінці 1940-х років як ритм-енд-блюзовий співак та піаніст в гурті Beale Streeters, в якому, серед іншого, грали Бі Бі Кінг та Боббі Бленд. 1952 року він підписав контракт з лейблом Duke Records, співаючи блюзові балади. В першій половині 1950-х років він випустив сім хітових пісень, що потрапляли до десятки найкращих пісень в американському хіт-параді ритм-енд-блюзу, зокрема «My Song», «Cross My Heart», «The Clock», «Saving My Love For You», «Please Forgive Me», «Never Let Me Go».
На Різдво 1954 року Ейс загинув за лаштунками концерту в Хьюстоні, граючи в російську рулетку. Після його смерті вийшло ще два хіти: «Pledging My Love» та «Anymore», останній з яких потрапив на 17 місце в національному чарті Billboard. 1955 та 1957 року на лейблі Duke Records вийшли два меморіальні альбоми Джонні Ейса на 10- та 12-дюймових платівках. 